# Union des industries et métiers de la métallurgie
L’Union des industries et métiers de la métallurgie  (de sigle UIMM, fondée en 1901 sous le nom de « Union des industries métallurgiques et minières ») est la fédération patronale française regroupant, dans le domaine de la métallurgie, les principales entreprises françaises. Membre du Medef, l'UIMM est considérée comme l'une de ses branches les plus influentes.
Son président est actuellement Éric Trappier, PDG de Dassault Aviation, depuis avril 2021 et qui a succédé à Philippe Darmayan. Avant ce dernier, son président était Alexandre Saubot qui avait été élu dès le premier tour des élections. Il succédait à Jean Luminet qui avait lui-même succédé à Frédéric Saint-Geours, élu le 20 décembre 2007 en remplacement de Denis Gautier-Sauvagnac, qui avait démissionné le 23 octobre précédent (tout en restant délégué général de l'organisation), à la suite des révélations sur l'existence d'une importante « caisse noire » aux destinations controversées. Frédéric Saint-Geours est reconduit à la présidence pour 3 ans le 15 mars 2012 par le bureau de l'UIMM.
Le niveau opérationnel de l'UIMM est réalisé par des chambres syndicales territoriales, essentiellement départementales.

## Histoire
L'UIMM est l'une des plus anciennes confédérations syndicales patronales de France. Elle est légalement créée en mars 1901, à l'initiative de Robert Pinot et s’appelle alors l’Union des industries métallurgiques et minières en réaction au décret du 17 septembre 1900 instaurant des Conseils régionaux du travail par Alexandre Millerand, alors ministre du commerce et de l’industrie. Ces derniers devaient fonctionner avec des représentants des syndicats, notamment ouvriers, mais n'ont jamais été mis en place, le décret ayant été annulé en Conseil d'État. 
Une préfiguration de ces Conseils régionaux du travail avait déjà été imposée à Eugène Schneider (1868-1942) en 1899 par la décision arbitrale de Pierre Waldeck-Rousseau, à la suite de la grève générale du Creusot en septembre-octobre 1899. Eugène Schneider avait alors écrit à de nombreux dirigeants industriels pour « travailler au groupement d'industriels qui, jusqu'à présent, n'avaient pas encore jugé nécessaire de se réunir en comités patronaux ». L'Union est fondée à l'initiative de certains membres du  Comité des forges, créé en 1864, dont certaines personnalités, comme Camille Cavallier, estiment qu'il est incapable de faire face à la situation nouvelle. L'objectif formulé par Eugène Schneider est très clair : « organiser l'entente des patrons afin de résister aux grèves des ouvriers. ».
Pendant le XXe siècle, l'influence de l'UIMM est extrêmement importante sur l'ensemble du patronat français, notamment par la définition de sa doctrine sociale et par sa participation à la construction de la législation. 
Le 11 septembre 1937, le siège de l'UIMM au 45, rue Boissière est la cible d’un attentat à la bombe fomenté par la Cagoule, groupe clandestin d'extrême droite. Comme lors d’une autre explosion, le même jour, contre la confédération générale du patronat français 4, rue de Presbourg, un agent de police en faction devant les bâtiments est tué. Ces deux actions terroristes qui avaient pour objectif d’en faire accuser les communistes, sont connues sous le nom d'attentats de l'Étoile, en raison de la proximité de la place de ce nom.
Le régime de Vichy prononce, le 9 novembre 1940, la dissolution officielle de toutes les confédérations syndicales de salariés, ainsi que de toutes les confédérations patronales, et saisit l’ensemble de leurs biens, à l'exception de l'UIMM.

## Stratégies et pratiques
L'ouvrage de l'historienne Danièle Rousselier-Fraboulet « Quand les Patrons s'organisent »  décrit sur la période 1901-1950 les stratégies et les pratiques de l'UIMM (Union des industries métallurgiques et minières).

### Champs d’intervention
L'UIMM est signataire d'accords collectifs couvrant un large domaine d'activité. À ce titre, un accord national du 16 janvier 1979, modifié en 1983 et 1992, relatif au champ d’application des accords nationaux de la métallurgie, signé par l'organisation, se réfère à 18 classes de la nomenclature d'activité de l'INSEE de 1973. Sont ainsi visés des secteurs aussi variés que la sidérurgie et l'horlogerie.

### Propagande politique
Selon Joseph Pinard, historien et ancien député de 1981 à 1986, l'UIMM est soupçonné d'avoir participé à l'élaboration du faux journal France-Matin en 1974 visant à discréditer l'opposition de l'époque (c'est-à-dire la gauche).
Mais les documents révélés à l'époque montrent qu'un financement plus large a été probable.
Il rapporte également, s'appuyant sur des sources « engagées »[réf. incomplète], qu'un an plus tôt, l'organisation patronale aurait financé des affiches et autocollants contre le programme commun de la gauche. Selon lui, « des preuves existent de l'implication de l'UIMM dans certaines campagnes politiques. C'est un fait historique ».

### Rôle international
De 1919 à 1974, la délégation patronale française à l'OIT est prise en charge par l'UIMM. Ces délégués ont, quasi systématiquement, été élus membres titulaires du Conseil d'administration du BIT.

## Affaire de l'UIMM
En 2007, la presse révèle que l'UIMM dispose d'une caisse noire de plusieurs centaines de millions d'euros, créée par les patrons de la métallurgie pour lutter contre les grèves. 
Entre 2000 et 2007, 16 millions d'euros de retraits en liquide sont également effectués et des fonds publics auraient été détournés. 
En octobre 2013, le parquet requiert une peine de deux ans de prison avec sursis et 250 000 euros d'amende à l'encontre de Denis Gautier-Sauvagnac. Les prévenus sont accusés notamment « d'abus de bien social, travail dissimulé, destruction de documents comptables, recel ». Le jugement de première instance rendu le 10 février 2014 sanctionne les prévenus : 
- Denis Gautier-Sauvagnac est condamné à 3 ans de prison dont 1 ferme et 375 000 euros d'amende ;
- Dominique de Calan (délégué général adjoint) est condamné à 1 an de prison avec sursis et 150 000 euros d’amende ;
- Dominique Renaud (responsable du service comptable) à 8 mois avec sursis ;
- Bernard Adam (directeur administratif) à deux mois avec sursis ;

- L’UIMM en tant que personne morale a été condamnée à 150 000 euros d’amende.

En appel, Denis Gautier-Sauvagnac est condamné en 2015 à deux ans de prison avec sursis et à 100 000 euros d’amende, Dominique de Calan à 50 000 euros d'amende, Dominique Renaud à 5 000 euros d'amende et l'UIMM, comme personne morale, à 30 000 euros d'amende.

## Utilisation des réserves financières de l'UIMM
L'UIMM annonce dans son communiqué de presse du 25 septembre 2008 garder pour elle ses réserves financières.
Pour l'UIMM, « Ces réserves financières s'élèvent aujourd'hui [i-e en 2008] à 580 millions (valeur de marché). L'UIMM, qui en est pleinement propriétaire, a souhaité pouvoir les affecter à des projets entrant dans son objet social et d’intérêt général ».
En revanche, si on fait le total des sommes affectées aux 6 projets annoncés : 
- Projet 1 : durée 5 ans. 10 millions par an,
- Projet 2 : durée 5 ans. Dotation 10 millions et 2 millions par an,
- Projet 3 : durée 5 ans. Dotation 20 millions et 10 millions par an,
- Projet 4 : durée 5 ans. Dotation 50 millions et 1 million par an,
- Projet 5 : durée inconnue. 5 millions par an,
- Projet 6 : durée 5 ans. Deux sous projets d'1 million par an chacun,

on arrive à un total, sur 5 ans, inférieur à 235 millions.

Par ailleurs l'UIMM participe depuis 2011 au financement du think-tank La Fabrique de l'Industrie.

## Activité de lobbying auprès des institutions de l'Union européenne
L'UIMM est inscrite depuis 2009 au registre de transparence des représentants d'intérêts auprès de la Commission européenne. Elle déclare en 2016 pour cette activité un collaborateur à temps plein et des dépenses d'un montant compris entre 300 000 et 400 000 euros.

## Liste des dirigeants

### Présidents
- Edmond Duval (1901-1904)
- Florent Antoine Guillain (1904-1915)
- Gabriel Cordier (1920-1925)
- Charles Laurent (1916-1921)
- Pierre Richemond (1925-1937)
- Jacques Lenté (1937-1945)
- Marcel Meunier et Roland Labbé (en alternance, 1945-1965)
- Marcel Meunier et Marcel Petiet (en alternance, 1965-1969)
- François Ceyrac (1969-1970)
- Marcel Petiet (1970-1971)
- François Ceyrac (1971-1973)
- Georges Ferrand et Jean Cantenot (en alternance, 1973-1983)
- Georges Ferrand (1983-1985)
- Jean d'Huart et Arnaud Leenhardt (en alternance, 1985-1992)
- Arnaud Leenhardt (1992-1999)
- Daniel Dewavrin (1999-2006)
- Denis Gautier-Sauvagnac (2006-2007)
- Frédéric Saint-Geours (2007-2014)
- Jean Luminet (2014-2015)
- Alexandre Saubot (2015-2018)
- Phillippe Darmayan (2018-2021)
- Éric Trappier (2021-aujourd'hui)

### Secrétaires généraux, vice-présidents et délégués généraux
- Robert Pinot (1901-1926)
- Alfred Lambert-Ribot (1926-1939)
- Adolphe Pichon (1939-1952)
- Pierre Waline (1952-1968)
- Émile Boursier (1968-1984)
- Pierre Guillen (1984-1994)
- Denis Gautier-Sauvagnac (1994-2008)
- Jean-François Pilliard (2008-2015)
- Hubert Mongon (2015-aujourd'hui)